# Rajongemeinde Raseiniai
Die Rajongemeinde Raseiniai (Raseinių rajono savivaldybė) ist eine Rajongemeinde im Nordosten von Litauen, im Bezirk Kaunas. Die Gemeinde hat etwas mehr als 31.000 Einwohner. Das Zentrum ist die Stadt Raseiniai.
In der Rajongemeinde befindet sich mit Šiluva ein weitbekannter katholischer Wallfahrtsort, den auch Papst Johannes Paul II. 1993 aufsuchte. Grundlage ist das (offiziell anerkannte) Erscheinen der Jungfrau Maria auf einem Stein im Jahr 1608. Um diesen Stein, zweifellos eine vormalige heidnische Kultstätte, wurde eine Kapelle errichtet. Die Ablassmesse mit mehreren Tausenden Besuchern findet jährlich im September statt.
Die Rajongemeinde wird von der Dubysa durchflossen, einem der sehenswertesten, naturbelassenen Flüsse in Litauen. Hier wurde ein Regionalpark gegründet. Die Dubysa wird bei Lyduvėnai von einer Eisenbahnbrücke überspannt, die mit 599 m die längste Brücke in Litauen ist.
Wirtschaftlich relevant sind neben Landwirtschaft und Forstwirtschaft Textilunternehmen und die Lebensmittelbranche.

## Orte
Die Rajongemeinde (rajono savivaldybė) umfasst:
- 2 Städte
  - Raseiniai – 9626 (Stand: 2022)
  - Ariogala – 3697
- 7 Städtchen (miesteliai):
  - Betygala – 559
  - Girkalnis – 997
  - Lyduvėnai
  - Nemakščiai – 905
  - Šiluva – 800
  - Viduklė – 1911
  - Žaiginys
- 590 Dörfer, darunter:
  - Norgėlai – 744
  - Paliepiai – 518
  - Gyliai – 509

### Amtsbezirke

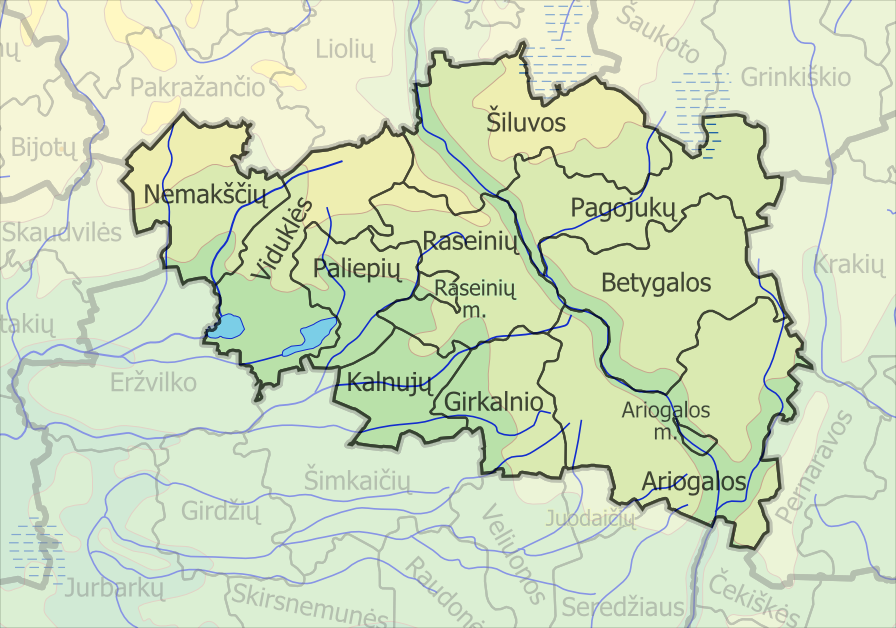
Amtsbezirke der Rajongemeinde Raseiniai

Die Gemeinde ist eingeteilt in 12 Amtsbezirke (seniūnijos):
- Ariogala Stadt
- Ariogala
- Betygala
- Girkalnis
- Kalnujai
- Nemakščiai
- Pagojukai (Sitz in Kaulakiai)
- Paliepiai (Sitz in Sujainiai)
- Raseiniai Stadt
- Raseiniai
- Šiluvos seniūnija (Šiluva)
- Viduklės seniūnija (Viduklė)

## Bürgermeister
- 1995: Jonas Žukauskas (* 1959)
- 1997: Rimas Stankūnas (* 1970)
- 2000: Jonas Elzbergas
- 2003: Edmundas Jonyla (* 1952)
- 2007: Kęstutis Skamarakas (* 1952)
- 2008–2010: Petras Vežbavičius (* 1950), TT
- 2012–2015: Algimantas Mielinis (* 1962), TT
- 2015–2019: Algirdas Gricius (* 1954), TT
- 2019–2023: Andrius Bautronis (* 1987),  TS-LKD
- 2023–(2027): Arvydas Nekrošius (* 1984),  LVŽS